# 八十九 (米のブランド)
八十九（はちじゅうく）とは、ホクレン農業協同組合連合会が販売する北海道産の米の高級米のブランド名である。名前の由来には、漢字の「米」の字の由来の一説に、コメの生産に88の手間がかかるためというものがあり、それより一つ上のおいしさを、という意味がこめられている。北海道産「おぼろづき」、「ゆめぴりか」他の極良食味品種に、このブランドが用いられる。
近年、日本のコメの主産地である北海道では「きらら397」や「ほしのゆめ」以上の新たな高級銘柄米の育成に取り組んでいる。その中で生まれた品種が「おぼろづき」、「ゆめぴりか」であった。2005年秋に当時試験栽培米であった「おぼろづき」を、2008年秋に「ゆめぴりか」を本ブランド名で販売した。注目度は非常に高く、いずれの場合も数量限定で試験販売を行ったところ、わずか30分で完売した。
「おぼろづき」は、現在では多くの店の店頭に並べられるようになった。「ゆめぴりか」も、2009年以降、本格的に販売されている。